# Siège du château de Shigisan
Le siège du château de Shigisan (信貴山の合戦, Shigisan no kassen) de 1577 est un de nombreux sièges menés durant la campagne d'Oda Nobunaga pour consolider son pouvoir dans la région du Kansai. Le château est tenu par Matsunaga Hisahide et son fils Kojirō, qui tous deux se suicident après leur défaite. Prétendument, à la suite du seppuku de son père, Kojirō aurait sauté des murs du château, la tête de son père à la main et son épée à travers la gorge. Hisahide, également maître de cérémonie du thé aurait brisé son bol de thé préféré afin qu'il ne tombe pas entre les mains de ses ennemis.